# Menthon-Saint-Bernard
Menthon-Saint-Bernard – miejscowość i gmina we Francji, w regionie Owernia-Rodan-Alpy, w departamencie Górna Sabaudia.
Według danych na rok 1990 gminę zamieszkiwało 1517 osób, a gęstość zaludnienia wynosiła 336 osób/km² (wśród 2880 gmin regionu Rodan-Alpy Menthon-Saint-Bernard plasuje się na 566. miejscu pod względem liczby ludności, natomiast pod względem powierzchni na miejscu 1555.).